# Artère cérébrale postérieure

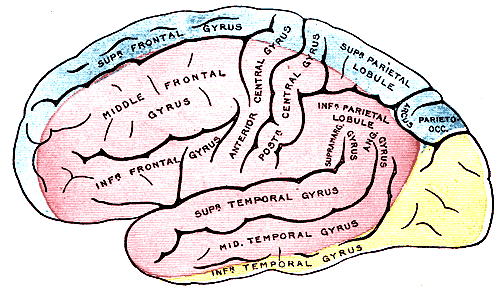
Surface latérale de l'hémisphère gauche montrant le territoire vascularisé par l'artère cérébrale postérieure (en jaune).

Pour les articles homonymes, voir Artère cérébrale.
L'artère cérébrale postérieure est une des artères vascularisant le cerveau, plus précisément le lobe occipital. Il existe une artère gauche et une artère droite, issues de la division du tronc basilaire. Chacune reçoit également l'artère communicante postérieure issue de l'artère cérébrale moyenne (en provenance de l'artère carotide interne).

## Origine
Le développement fœtal de l'artère cérébrale postérieure est relativement tardif et résulte de la fusion de plusieurs vaisseaux à proximité de l'artère communicante postérieure qui irrigue le mésencéphale et le diencéphale. L'artère cérébrale postérieure est donc initialement la continuation de l'artère communicante postérieure ; ainsi, l'origine basilaire prédomine chez seulement 10 à 30 % des fœtus.
Habituellement cette origine carotidienne régresse avec le développement du tronc basilaire. Ainsi chez l'adulte, 70 % des cas présentent un tronc basilaire prédominant, 20 % une artère communicante postérieure prédominante et 10 % une part égale entre les deux sources.

## Territoire

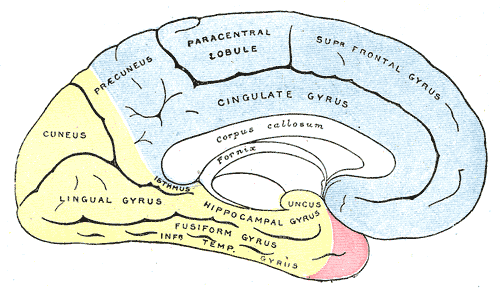
Surface médiale de l'hémisphère gauche montrant le territoire vascularisé par l'artère cérébrale postérieure (en jaune).

Les branches perforantes de l'artère cérébrale postérieure sont à destination du thalamus et de la paroi du troisième ventricule. Les branches choroïdiennes irriguent le troisième ventricule, les plexus choroïdes, le pédoncule cérébral, le fornix, le thalamus et le noyau caudé. Les branches corticales vascularisent les lobes temporal et occipital.

## Pathologie
En cas d'occlusion de l'artère cérébrale postérieure (accident vasculaire cérébral) peuvent survenir de manière variable :
- déficit sensitif controlatéral concernant la douleur et la température ;
- trouble visuel controlatéral (hémianopsie) ;
- prosopagnosie ;
- syndrome de Weber ;
- paralysie faciale controlatérale de type périphérique ;
- trouble de l'oculomotricité controlatéral ;
- syndrome de Claude Bernard-Horner.